# WVUE-DT
WVUE-DT est une station de télévision américaine lancée le 1er novembre 1953 et affiliée au réseau de télévision Fox. Elle est émet dans la région de La Nouvelle-Orléans, dans l'État de Louisiane.

## Télévision numérique terrestre
| Canal virtuel | Image | Aspect | Programmation                          |
| ------------- | ----- | ------ | -------------------------------------- |
| 8.1           | 720p  | 16:9   | Programmation principale WVUE-DT / Fox |
| 8.2           | 480i  | 16:9   | Bounce TV                              |
| 8.3           | 480i  | 16:9   | Circle (en)                            |
| 8.4           | 480i  | 16:9   | Ion Mystery (en)                       |
| 8.5           | 480i  | 16:9   | Oxygen                                 |
| 8.6           | 480i  | 16:9   | Start TV (en)                          |